# Телевидение в Таджикистане
Телевидение пришло на территорию Таджикистана в конце 1950-х годов, когда еще существовала Таджикская ССР в составе СССР. Система телевидения Таджикистана как и других стран бывшего СССР, входит в SECAM. В 1932 году был создан Комитет радиофикации и радиовещания при СНК Таджикской ССР (многократно менял названия, с 1978 года - Государственный комитет Таджикской ССР по телевидению и радиовещанию (Гостелерадио Таджикской ССР)), запустившая радиостанцию Таджикское радио, а в 1960-е гг. запустивший республиканский таймслот Таджикская программа (он же «Таджикское телевидение») позднее выведенный в отдельный телеканал.
Здание телецентра города Душанбе построено на месте бывшего ботанического сада по ул. Куйбышева (ныне — Бехзод, 7 «а») на площади в 4 га. Площадь телевизионной студии составляет 315 кв. метров. Малая студия для дикторов имеет площадь 56 кв. метров. Главная телевышка страны имеет высоту 197 метров.

## История

### 1959 год
Вначале было Слово. И важно, как оно передается зрителю, через чьи уста. Первыe и самыe известныe дикторы таджикского телевидения – это Рафоат Абдусаломова, Александра Леонова и Георгий Мазуровский. Их любили, ими восхищались, о них рассказывали небылицы и легенды.
Рафоат Абдусаломова
"Асаллому алейкум, дорогие телезрители! Сталинабадская студия телевидения начинает свои первые передачи!". С такими словами начинался путь на телевидение этой легендарной женщины - первого диктора, которая начала первый выпуск "Ахбор" на таджикском языке. Тот день, 3 октября 1959 года, запомнился еще и тем, что позже ее стали узнавать на улицах, дети и старушки даже трогали и щупали руками, чтобы убедиться, что она - не робот в "ящике". Особую популярность принесла созданная ею передача "Клуби "Дугонахо" (Подруги), которая до сих пор вызывает у взрослого поколения ностальгию по тем незабываемым временам. Много передач экономического характера она подготовила как редактор. За это время она написала и издала книгу "Телевидение - зеркало жизни" на таджикском языке и выпустила сборник для молодых начинающих журналистов об особенностях профессии журналиста, в 2017 году была издана книга первой женщины Таджикистана Рафоат Абдусаломовой  "Телевидение и психология человека".

### До 1992
К началу 1980-х годов Государственный комитет СССР по телевидению и радиовещанию (Гостелерадио СССР) начал вещание в стандарте SECAM в Таджикской ССР телеканалов Первой и Второй программ, Государственный комитет Таджикской ССР (Гостелерадио Таджикской ССР) - телеканал Таджикская программа (он же Таджикское телевидение), Государственный комитет Узбекской ССР в Душанбе и районах республиканского подчинения - телеканал Узбекская программа (он же Узбекское телевидение), все три комитета были созданы в 1932 году.

### 1992 - 1996
В 1991-1992 годах Гостелерадио СССР был переименован в Российскую государственную телерадиокомпанию "Останкино" (РГТРК "Останкино"), Первая программа в 1-й канал Останкино (в 1995-1996 году РГТРК "Останкино" было фактически разделено на ОРТ и ОГРК "Маяк"), Вторая программа в эфире была замена телеканалом РТР, вскоре сам был частично вытеснен запущенный Гостелерадио Таджикской ССР телеканал ТаджТВ-2  Гостелерадио Таджикской ССР в Государственный комитет Республики Таджикистан по телевидению и радиовещанию (Гостелерадио Республики Таджикистан), само Гостелерадио Таджикской ССР переименованное Гостелерадио Республики Таджикистан, телеканал Таджикское телевидение было переименовано в ТаджТВ-1, позднее телеканалы стали называться Шабакаи 1 и Шабакаи 2. Областные комитеты телевидению и радиовещанию несколько позднее были реорганизованы в областные управления по телевидению и радиовещанию. В 1990 году в Ленинабадской области на общей частоте с Второй программой было запущено Ленинабадское телевидение, в 1991 году в Горно-Бадахшанской АО - Горно-Бадахшанское телевидение, в 1992 году на общей частоте с Шабакаи 2 в Кулябской области - Кулябское областное телевидение, в 1993 году в Хатлонской области - Хатлонское телевидение.

### с 1996
В 1996 году Гостелерадио Республики Таджикистан был разделён на Таджикское телевидение и Таджикское радио. 3 сентября 2005 года вместо Шабакаи 2 был запущен телеканал ТВ Сафина, позднее выведенный в отдельное государственное учреждение, в 2006 году была создана государственная телекомпания ТВ Бахористон. В 2008 году начал вещать информационный и общественный телеканал «Джахоннамо», Согдийское, Кулябское, Хатлонское и Горно-Бадахшанское телевидение были переведены на отдельные частоты. С 1 марта 2016 года начали вещать два новых телеканала — «Варзиш ТВ» и «Синамо», в начале 2017 года телеканал «Футбол», а в ноябре этого же года начал вещать телеканал «Шахнавоз».

## Телеканалы Таджикистана

### Государственные

#### Государственные общенациональные
| Дата начала вещания | Название                    | Тематика                     | Язык вещания                          |
| ------------------- | --------------------------- | ---------------------------- | ------------------------------------- |
| 1960 год            | ТВ Таджикистан FULL HD      | универсальный                | таджикский, реже русский              |
| 2005 год            | ТВ Сафина (ТВС) FULL HD     | универсальный                | таджикский, реже русский              |
| 2006 год            | ТВ Бахористон (ТВБ) FULL HD | молодёжный, развлекательный  | таджикский, реже русский и английский |
| 2008 год            | Джахоннамо FULL HD          | информационный, общественный | таджикский, реже русский и английский |
| 2016 год            | Варзиш ТВ FULL HD           | спортивный                   | таджикский, также русский             |
| 2016 год            | Синамо FULL HD              | фильмы                       | таджикский, также русский             |
| 2017 год            | Футбол FULL HD              | футбольный                   | таджикский, также русский             |
| 2017 год            | Шахнавоз                    | музыкальный                  | таджикский, реже другие языки         |

#### Государственные региональные
| Дата начала вещания | Название                | Тематика      | Язык вещания                               | Территория вещания                                  |
| ------------------- | ----------------------- | ------------- | ------------------------------------------ | --------------------------------------------------- |
| 2007 год            | ТВ Пойтахт (Душанбе HD) | универсальный | таджикский, реже русский                   | Душанбе, РРП и Согдийская область                   |
| 2008 год            | ТВ Согд HD              | универсальный | таджикский, реже узбекский                 | Согдийская область                                  |
| 2008 год            | ТВ Хатлон               | универсальный | таджикский                                 | Хатлонская область                                  |
| 2008 год            | ТВ Кулоб                | универсальный | таджикский                                 | Хатлонская область                                  |
| 2008 год            | ТВ Бадахшон             | универсальный | таджикский, реже некоторые памирские языки | ГБАО и кабельное тв Мавджи Ориёно в городе Худжанде |

#### Прекратившие вещание государственные телеканалы
| Период вещания | Название  | Тематика      | Язык вещания              |
| -------------- | --------- | ------------- | ------------------------- |
| 1991—2006      | Шабакаи 1 | универсальный | таджикский, также русский |
| 1991—2005      | Шабакаи 2 | универсальный | таджикский, русский       |

### Негосударственные частные
| Дата начала вещания | Название           | Тематика        | Язык вещания                          | Территория вещания                |
| ------------------- | ------------------ | --------------- | ------------------------------------- | --------------------------------- |
| 2008 год            | ТВ АНТ             | универсальный   | таджикский, также узбекский и русский | Согдийская область                |
| 2010 год            | ТВ Мавджи Ориёно   | развлекательный | таджикский также узбекский и русский  | Согдийская область                |
| 2010 год            | ТВ Мавджи Истиклол | развлекательный | таджикский также узбекский и русский  | Душанбе и РРП, Хатлонская область |
| 2011 год            | ТВ Диёр FULL HD    | универсальный   | таджикский, русский                   | Согдийская область                |
| 2012 год            | ТВ Сервис          | универсальный   | таджикский также узбекский и русский  | Душанбе                           |
| 2014 год            | ТВ Альянс          | универсальный   | таджикский также узбекский и русский  | Турсунзадевский район и Душанбе   |